# مردمان مغول

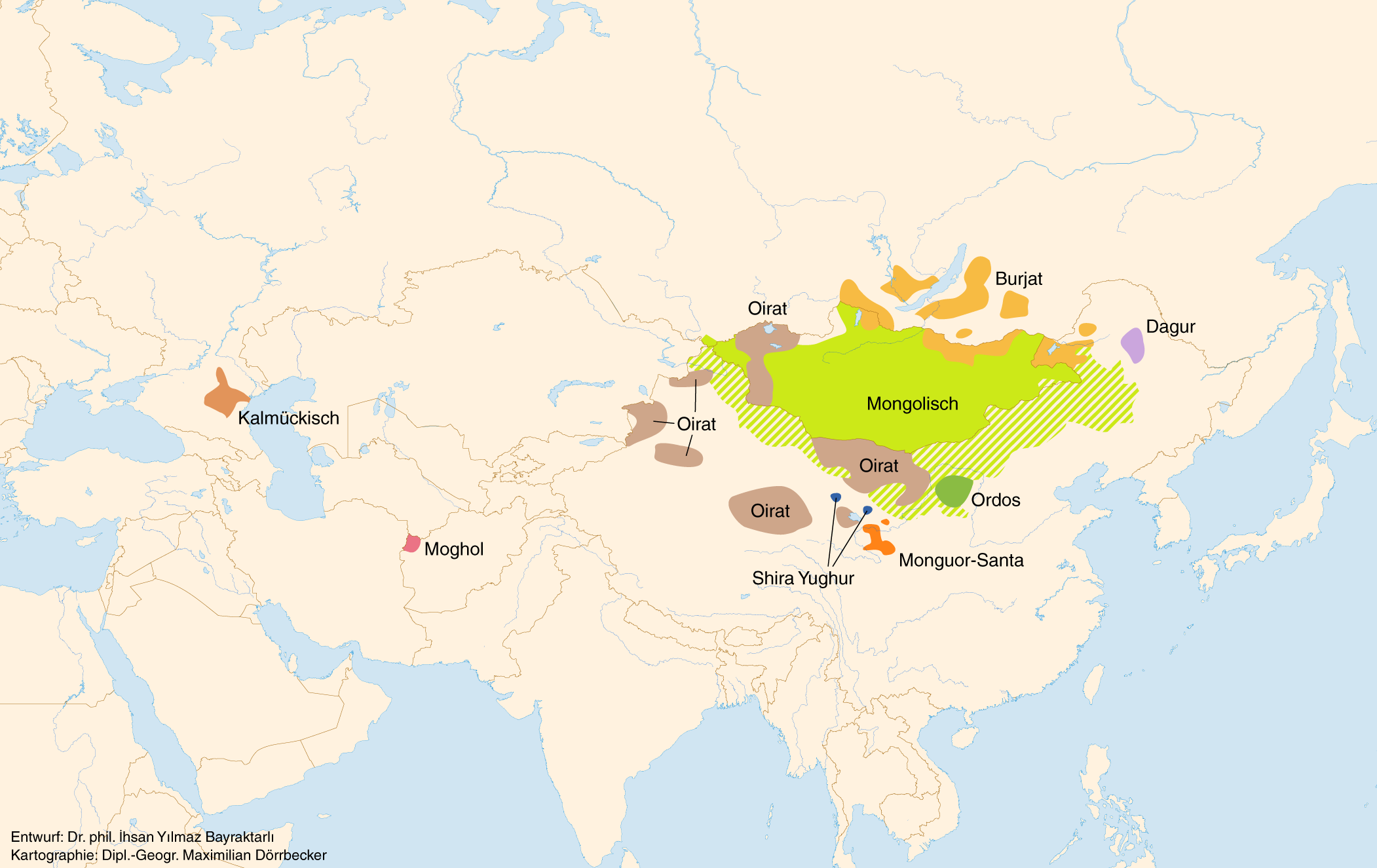
توزیع جغرافیایی زبان‌های مغولی

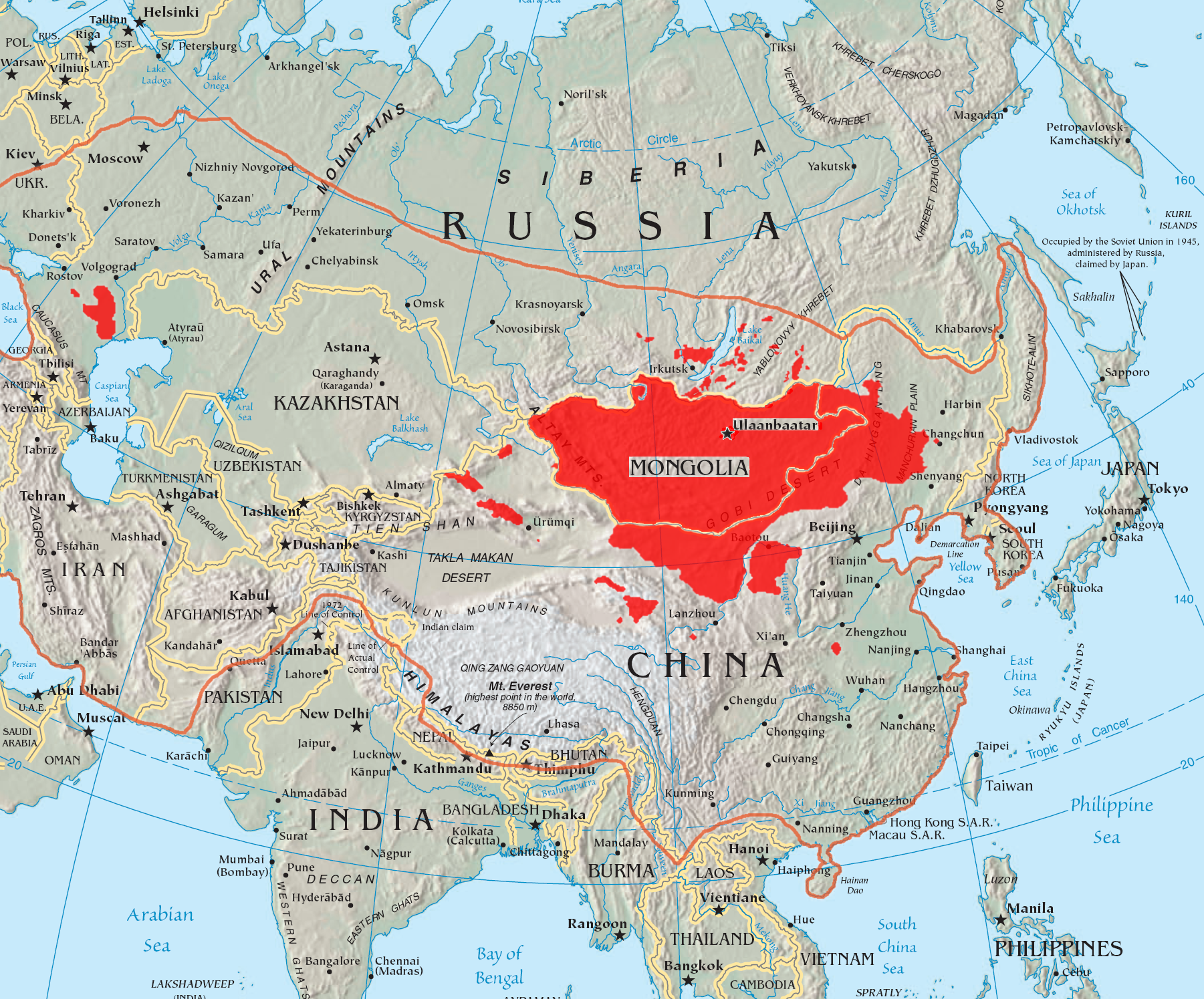
نقشه مکان‌هایی که مردم مغول زندگی می‌کنند. خط نارنجی وسعت امپراتوری مغول را در اواخر قرن سیزدهم نشان می‌دهد. نواحی قرمز، مکان‌هایی هستند که گروه‌های مغول بر آن تسلط دارند.

مردمان مغول گروهی از مردم شرق آسیا  
هستند که در شرق آسیا، شمال آسیا، جنوب آسیا و اروپای شرقی سکونت دارند و به زبان‌های مغولی صحبت می‌کنند. به اجداد آنها پیشام مغول می‌گویند. بزرگترین گروه قومی مغول معاصر مغول‌ها است. مردم مغول، اگرچه در گستره جغرافیایی وسیعی پراکنده شده‌اند، پیوند ژنتیکی بالایی با یکدیگر نشان می دهند، و تداوم را با آسیاییان شمال شرقی باستان نشان می‌دهد.

## زبان‌ها
زبان‌های مردم مغول از خانواده زبان های مغولی است. زبان‌های مغولیک خانواده زبانی هستند که در اروپای شرقی، آسیای مرکزی، آسیای شمالی و آسیای شرقی صحبت می‌شوند. شناخته‌شده‌ترین عضو این خانواده زبانی، زبان مغولی است که زبان اصلی اکثر ساکنان مغولستان و ساکنان مغولستان داخلی و بوریاتیا است که بیش از ۵.۷ میلیون گویشور دارد.
قومیت‌های مغول احتمالاً مربوط به قوم ترک و تونگوز می‌باشند، که زبان‌های آنها با هم در خانواده فرضی زبان‌های آلتایی قرار می‌گیرد.

## دین
مردم مغول عمدتاً پیرو آیین بودیسم تبتی هستند. در سال ۱۵۷۶ مدرسه تبتی Gelug که توسط Je Tsongkhapa نیمه مغول تأسیس شد، به مذهب دولتی مغولستان تبدیل شد. برخی از گروه‌ها مانند دونگ ژیانگ و مردم بونان، مانند مغول‌ها در افغانستان و مغول‌ها در هند، اسلام سنی را پذیرفتند. در میان بخشی از جمعیت، مذهب قومی، یعنی تنگریسم ( شمنیسم مغولی ) حفظ شده است. تعداد کمی از مسیحیان تحت تأثیر کلیسای روسیه و مبلغان غربی ظهور کردند.
شمنیسم مغولی که به طور گسترده‌تر به آن دین عامیانه مغولی یا گاهی اوقات تنگریسم گفته می‌شود، اشاره به دین بومی آنیمیستی و شمنی دارد که در مغولستان و مناطق اطراف آن (از جمله بوریاتیا و مغولستان داخلی)، و همچنین در میان داور و سایر مردمان مرسوم بوده است. حداقل از زمان تاریخ ثبت شده. در اولین مراحل شناخته شده، به طور پیچیده‌ای با تمام جنبه.های دیگر زندگی اجتماعی و با سازمان قبیله‌ای جامعه مغولی گره خورده بود. در طول مسیر، تحت تأثیر بودیسم قرار گرفته و با آن آمیخته شده است.تنگریسم تنها در سطح امپراتوری در محافل اشرافی به دین توحیدی تبدیل شد.

## فرهنگ
فرهنگ مغول‌ستان به شدت تحت تأثیر شیوه زندگی عشایری مغول بوده‌است و شباهت هایی با سایر فرهنگ‌های آسیای شرقی و آسیای مرکزی نشان می‌دهد. اقوام مختلف مغول دارای فرهنگ و سنت‌های بسیار مشابهی هستند، اما تفاوت های خاصی در سبک لباس و غذا دارند. اگرچه لباس‌های سنتی مغولی از زمان امپراتوری تغییر چندانی نکرده است، اما تغییراتی در سبک‌ها ایجاد شده است که لباس مدرن مغولی را از لباس تاریخی متمایز می‌کند. هر قبیله یا طایفه طرح دله مخصوص به خود را دارد که با برش، رنگ و پیرایش مشخص می‌شود. غذاهای مغولی عمدتاً بر اساس گوشت و لبنیات و با برخی تغییرات منطقه‌ای است. مهم‌ترین جشنواره‌های عمومی نادام است که شامل مسابقات اسب دوانی، کشتی، و تیراندازی با کمان است. برای خانواده‌ها، مهم ترین جشنواره تساگان سار (سال نو قمری) است که تقریباً معادل سال نو چینی است و معمولاً در ژانویه یا فوریه است. مغولستان سنت موسیقی بسیار قدیمی دارد. عناصر کلیدی سنتی عبارتند از آواز گلوگاهی، مورین خور (کمانچه سر اسب) و سایر سازهای زهی و چندین نوع آواز. ملودی های مغولی معمولاً با هارمونی های پنتاتونیک و نت های انتهایی بلند مشخص می‌شوند.

## خاستگاه
قوم زایی مردم مغول تا حد زیادی با گسترش آسیای شمال شرقی باستان مرتبط است. آنها متعاقباً با گروه‌های دیگر، به ویژه مردم سینیتی در جنوب و گله‌داران استپ غربی در غرب دور خود در تماس بودند. سبک زندگی دامپروری مغولستان ممکن است تا حدی از گله داران استپ غربی گرفته شده باشد، اما بدون جریان ژنی زیادی بین این دو گروه، که نشان دهنده انتقال فرهنگی است. پویایی جمعیت و ظهور امپراتوری ها در آسیای داخلی: تجزیه و تحلیل گسترده ژنوم که ۶۰۰۰ سال در استپ شرقی اوراسیا را در بر می‌گیرد، بینش‌هایی را در مورد شکل گیری امپراتوری‌های مغولستان ارائه می‌دهد.

## ژنتیک
مغول‌ها و سایر اقوام مغول‌زبان، قرابت ژنتیکی بالایی با یکدیگر نشان می‌دهند و به دنبال آن نزدیکی ژنتیکی با مردم آسیای مرکزی و مردم شرق آسیا دارند. تجزیه و تحلیل ۱۷۳ نمونه مغول که نماینده ۶ گروه قومی است، با ترکیب نتایج پانل پروژه ۱۰۰۰ ژنوم، همگنی ژنتیکی را بین گروه‌های مختلف مغولی نشان داد و جمعیت های شمال شرق، شرق و جنوب شرق آسیا به یکدیگر نزدیکتر از سایر جمعیت های اوراسیا هستند.